# Bloco-I (estágio de foguete)
O Bloco-I, foi um estágio de foguete movido a combustível líquido (Querosene e LOX) usando o motor RD-0110, desenvolvido para ser o terceiro estágio do foguete Molniya-8K78. Ele foi parte integrante dos primeiros voos espaciais em direção a Marte entre outros.

## Características
Essas são as características do Bloco-I:
- Massa na decolagem:	25,3 toneladas
- Massa vazio: 2,71 toneladas
- Altura: 6,7 m
- Diâmetro: 2,5 m
- Volume dos tanques: combustível 9.860 dm3 / oxidante 14.380 dm3
- Combustível: Querosene
- Oxidante: Oxigénio líquido
- Motor: RD-0110
- Tempo de combustão: ~240 s